# Druhé srbské povstání
Druhé srbské povstání představuje druhou fázi srbského procesu boje za nezávislost na Osmanské říši. Povstání, které začalo v malém městečku Takovo 23. dubna 1815 (11. dubna podle juliánského kalendáře), bylo ozbrojeným střetem. Navázalo na první srbské povstání odehrávající se v prvních letech 19. století. Obě povstání vedla postupně k vytvoření srbského knížectví, tedy autonomního státu v rámci Osmanské říše s vlastním sněmem i vládnoucí dynastií.

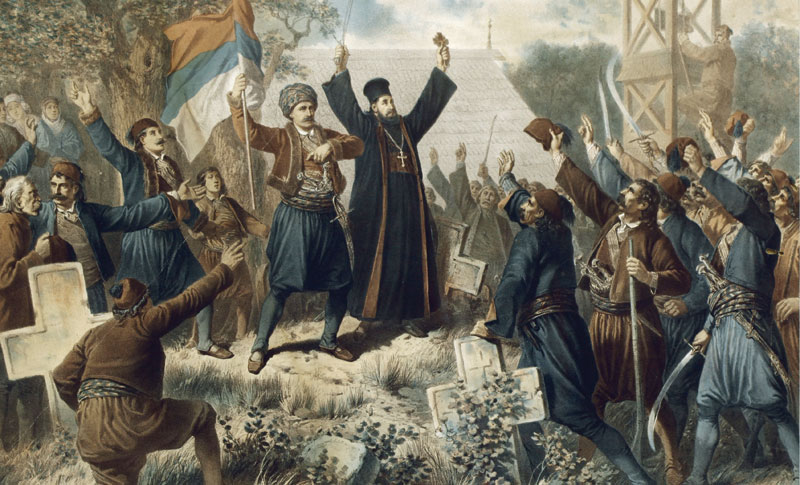
Povstání v Takovu, Vinzenz Katzler, 1882

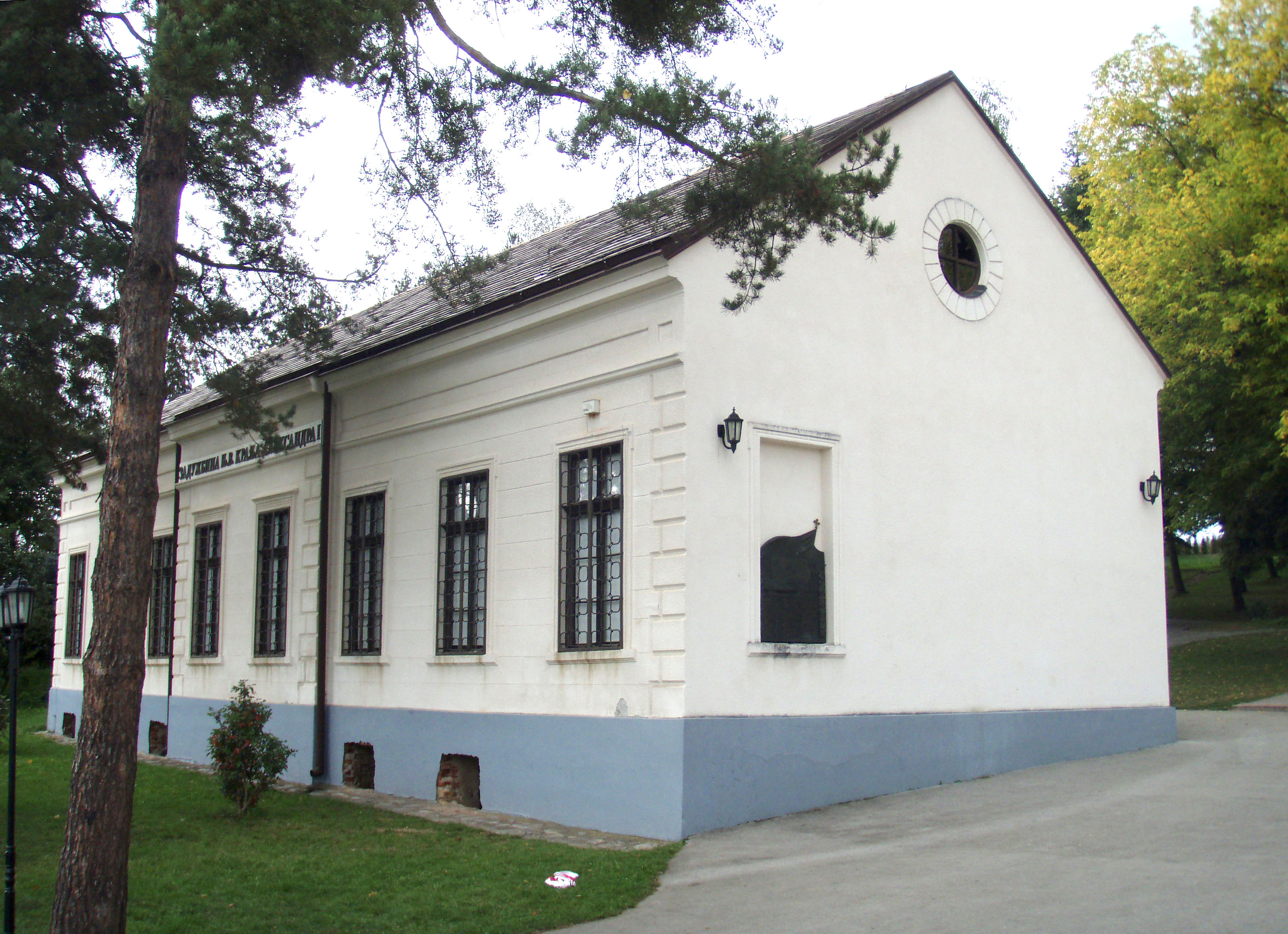
Muzeum Druhého srbského povstání v Takovu, kde nepokoje v 23. dubna 1815 vypukly

Srbským vůdcem byl Miloš Obrenović, který se stal později knížetem. Spolu s ním bojovalo mladé pokolení srbských předáků (samotnému Milošovi bylo v době vypuknutí nepokojů 32 let). Jeho spolubojovníci, z nichž ani jeden neměl zkušenost s prvním povstáním o několik let dříve, byli ještě mladší. Hlavního protivníka ztělesňoval za Osmanskou říši Sulejman-paša Sklopljak, který byl spravováním Srbska pověřen.[zdroj?]

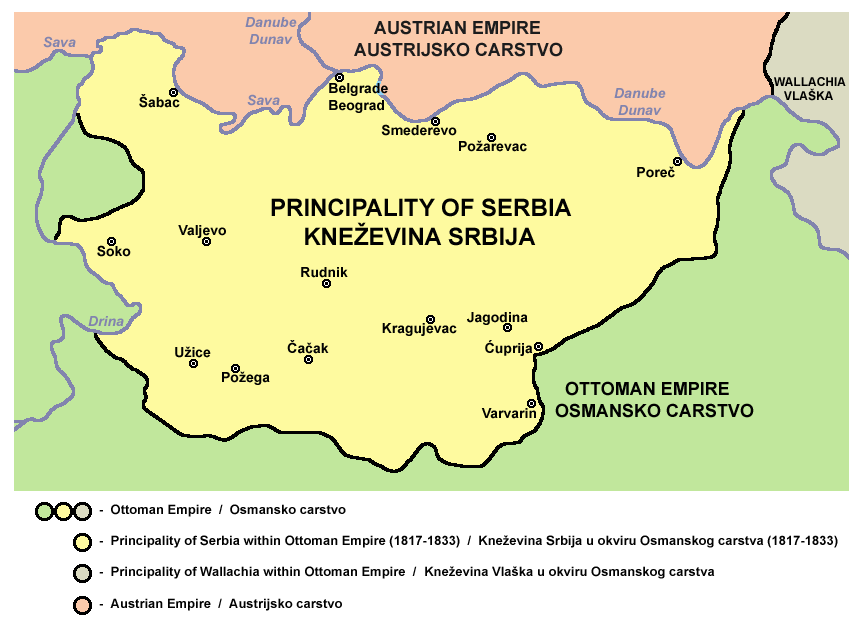
Mapa srbského knížectví

Do bojů, které trvaly čtyři měsíce, se zapojili ale i veteráni z prvního povstání. Protiúder pak měly zajistit dvě armády Osmanské říše a jedna další byla navíc vyslána přímo z Bělehradského pašalíku.[zdroj?]
Obrenović se ukázal jako obratný vyjednavač a domluvil s Osmanskou říší příměří. V rámci dohody byl Miloš Obrenović uznán vrchním knížetem a Srbům byly přiznány finanční a správní pravomoci, zatímco nadále spadali pod sultánovu svrchovanost.